# Dingelstedtstraße 2/Hummelstraße 6

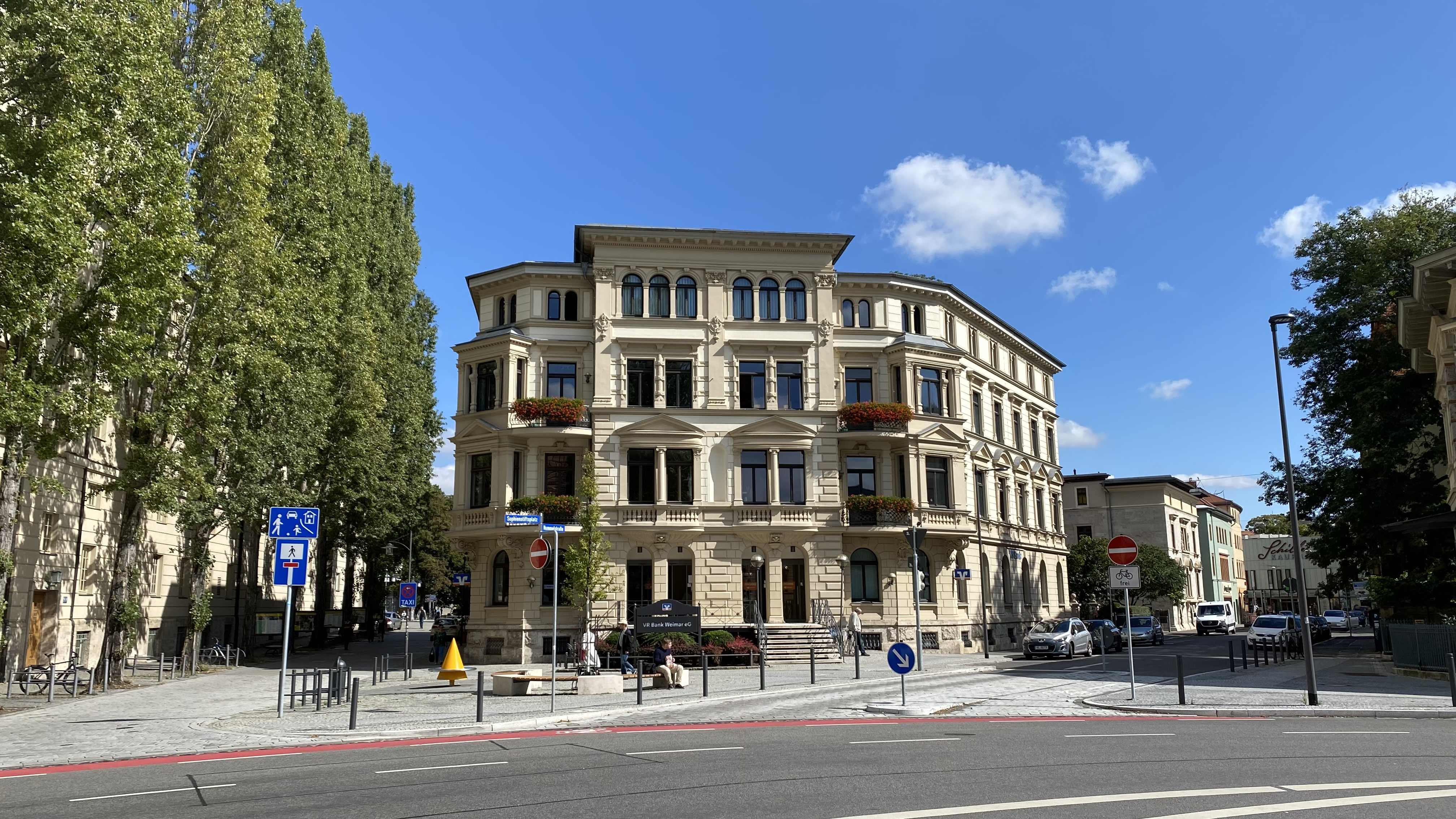
VR Bank Weimar

Das Mietshaus Dingelstedtstraße 2/Hummelstraße 6 ist ein denkmalgeschütztes Mietshaus in der Altstadt von Weimar.

## Geschichte
Der Kaufmann Richard Rämmler ließ diesen als Mietshaus konzipierten Bau im Stile der Neorenaissance 1894/95 errichten. Entworfen wurde der Bau an der Einmündung von Hummelstraße und Dingelstedtstraße in den Sophienstiftsplatz mit einem trapezförmigen Grundriss von Rudolf Zapfe. Er bildet den Abschluss der Blickachse von der Erfurter Straße her nach Osten. Als Platzbegrenzung wirkt der viergeschossige Baukörper gegenüber dem Deutschen Nationaltheater voluminös.
Der Bau besitzt eine nuanciert gegliederte Putzfassade. Bemerkenswert sind der Mittelrisalit, unter dem sich der Hauseingang befindet und die zwei Kastenerker. Auf die städtebauliche Situation Bezug nehmend ist der Mittelrisalit leicht erhöht. Das Gebäude wurde 1991 und 1995/96 tiefgreifend saniert, wobei die innere Raumstruktur erheblich verändert und die wandgebundene Ausstattung modernisiert wurde. Aus der Erbauungszeit blieben die Feldertüren, Stuckdecken in den Haupträumen der Obergeschosse und die beiden Treppenhäuser erhalten.
In der Hummelstraße 6 wohnte der Maler Franz Sturtzkopf. In der Dingelstedtstraße 2 wiederum wohnte der Landwirtschaftswissenschaftler Friedrich Albert. In diesem Gebäude befindet sich die Hauptstelle der VR Bank Weimar und ist vorwiegend als Geschäftsgebäude genutzt.